# متحف بوده
متحف بوده (بالألمانية: Bode-Museum) أحدٌ المتاحف العامَّة فِي برلين، جُمهُوريَّة ألمانيا الاِتّحاديّة. يضُمّ آثارٌ تاريخيَّة، وفُنون عصر النَّهضة الأوروبيّة، مِن القرون الوُسطى إلى القرن الثَّامِن عشر. مُؤلِّف مِن ثلاثةٌ أَجنِحة رئيسيّة، وهِي مجموعة النحت (مِن العُصُور المُبكِّرة والوُسطى حتّى أواخِر القرن الثَّامِن عشر)، وجناح الفنّ البيزنطي (فنّ مِن لإمبِراطُورِيَّةٌ الرُومانِيٌّة الغربيّة والبيزنطيّة مِن القرن الثَّالِث إلى القرن الخامِس عشر) وخِزانة العملات (عملات إغريقية، ويُونانية قديمة، وعربيّة، وعملات مِن العُصُور الوُسطى مِن مناطِق شرقَّ أُورُوبَّا). يقع المُتحف فِي جزيرة المتاحِف على ضِفتّي نهر شبريه وسط العاصمة برلين. إضافةً لذلِك يُقدم المُتحف برنامجاً مُتجدِّداً لإقامةِ معارِضُ خاصّة بصفّةٍ مؤقّتة، تهدِّف إلى تقديم ثقافات وحضارات متعدِّدة بمواضيع مُتنوِّعةٌ. وقد شُيِّد المبنى فِي الفترة ما بين عَامّي (1897-1904)، على طِراز عِمارة الباروك الجَديد أو بما يُعرِّفُ بإحياء عمارة الباروك على أرض مثلثة الشَّكل شماليّ الجزيرة، والَّتي كانت فِي السابِق تستخدِم كقاعاتٌ عرض للفنّ الألماني المُعاصِر. وقد قام بتصمِيم مبني المُتحف المُهندِسُ الألماني إرنست إبيرهارد (1848-1917). فِي عهد الإمبراطورية الألمانية. ولتفرُد مبنى المُتحف المِعمارِيّ، ومايحتوي من تُحفٌ وآثارٌ، قررّت لَجنة التُّراثُ العالمِيّ التَّابِعة لِمُنظَّمةِ الأمم المتّحِدة لِلتَّربِيةِ والعلمِ والثَّقافة، اليُونِسكو، إِدراجُ المُتحف ضِمن قائِمةِ مواقِع التُّراثُ العالمِيّ عام 1999 لِلحفاظِ عليهِ لِلأجيالِ القادِمةِ جنباً إِلى جنب مع متاحِف الجزيرة. واِستِقبال المُتحف الزُّوّار مِن جديد فِي شهر أُكتُوبر / تشرِّينَّ الأوّل مِن العامِّ 2006 بعد الاِنتِهاء مِن أعمّالِ ترمِيم استمِرّت عِدَّة سنوات. وتتولَّى إِدارةُ المُتحفِ مُؤسَّسة التُّراثِ الثَّقافِيِّ الپرُوُسِيّ إحدى أكبرِّ مُؤسِّساتِ العالِم الثَّقافِيَّة فِي مجالِ حفَّظِ الكُنُوزِ الأثِرِيَّةِ والأَعمالِ الفنِّيَّةِ.

## معرض صور

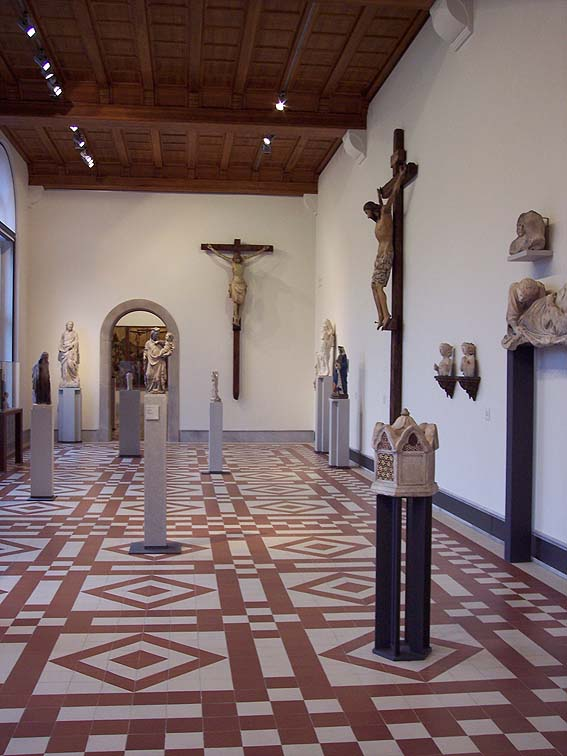
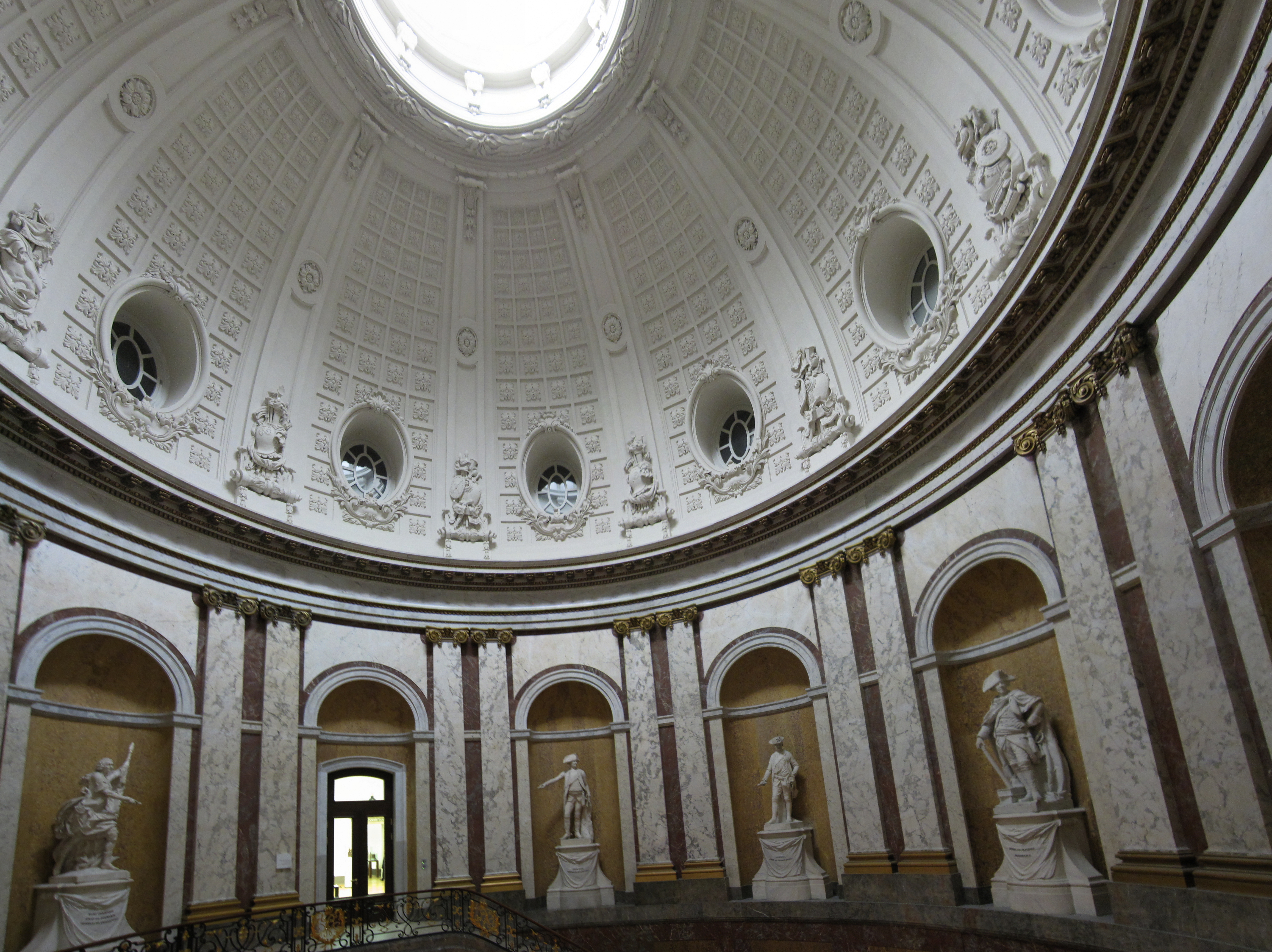
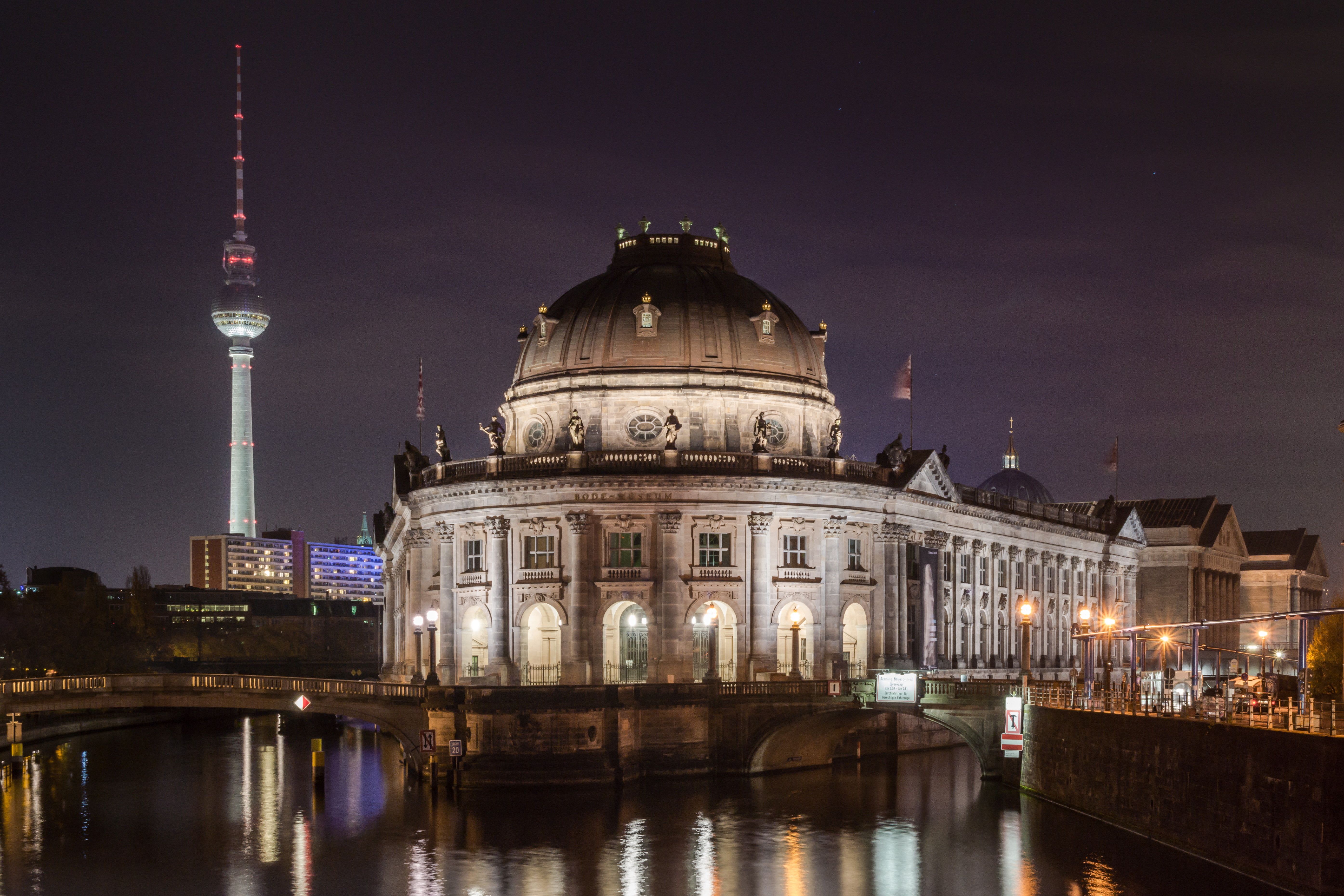
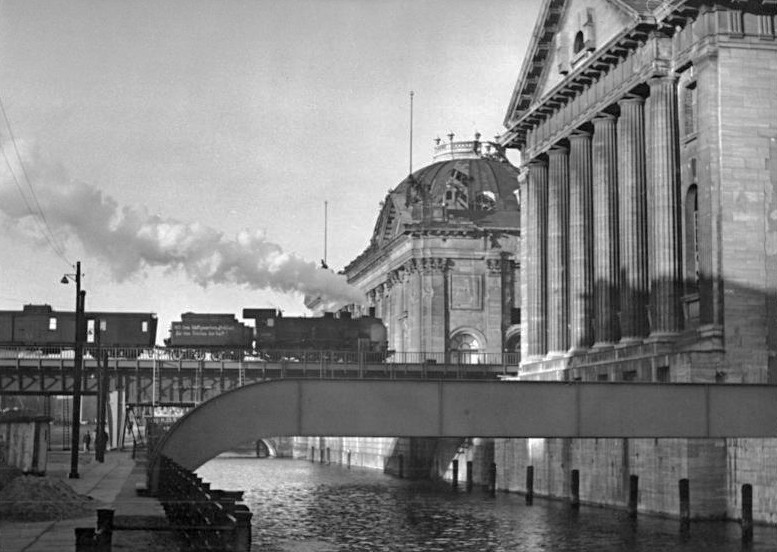
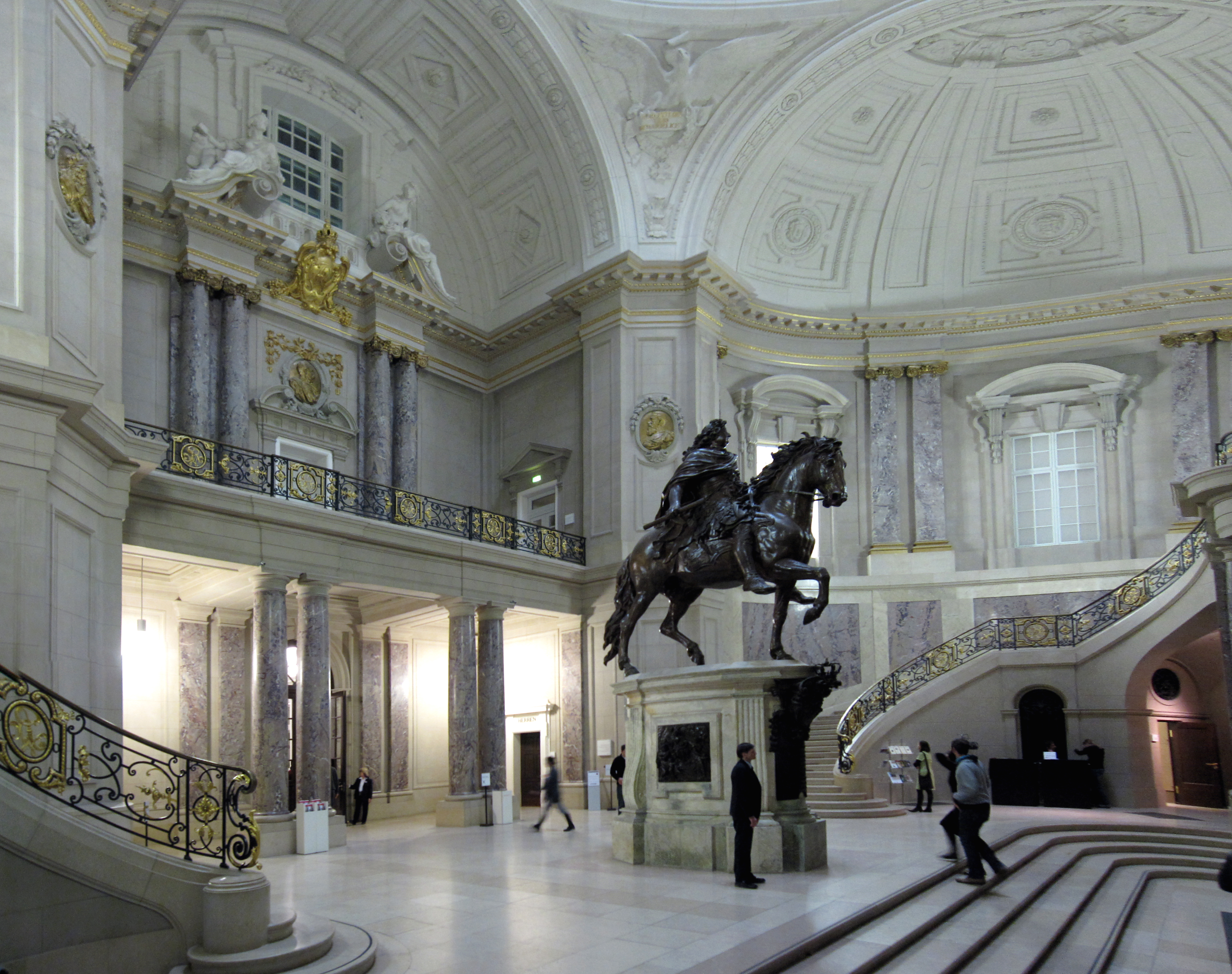
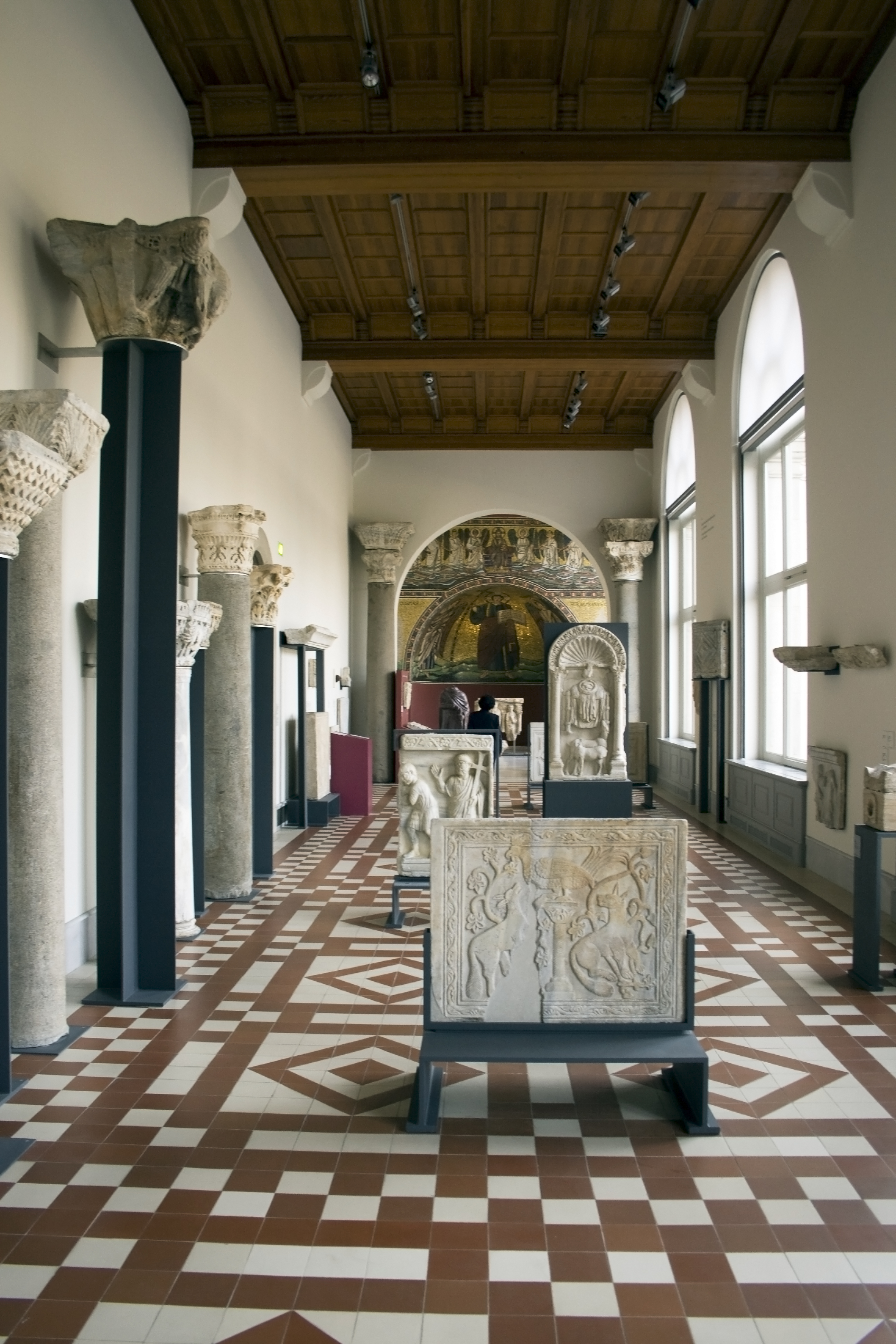

## وصلات خارجية
- متحف بوده (جولة افتراضية تفاعلية).
- متحف بوده (فهرس مصور للعملات المعدنية).
- الصفحة الرسمية لمتحف بوده (باللغة الألمانية، والإنجليزية).